# فرنگ

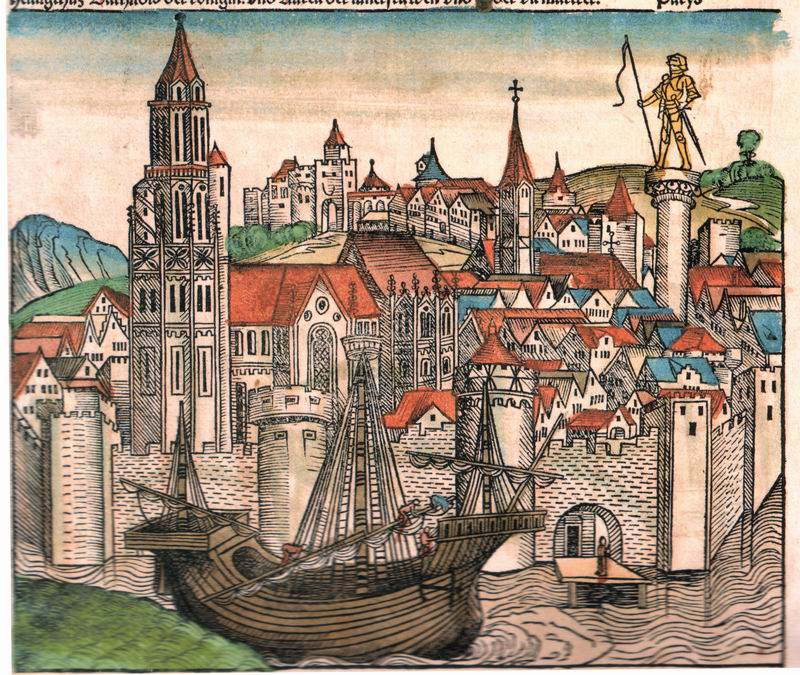
نگاره‌ای از شهر پاریس به سال ۱۴۹۳ میلادی

فرنگ واژه‌ای فارسی است که در ابتدا به فرانک‌ها (قبیله‌ای از ژرمن‌ها) اشاره داشت و بعدها به‌طور کلی به سفیدپوستان اروپایی گفته می‌شد. «فرنگ» از واژه فرانسوی باستان «franc» گرفته شده‌است.
در طول جنگ‌های صلیبی، حضور فرانک‌ها در خاورمیانه بیشتر شد. این فرانک‌ها تقریباً همه مسیحی بودند، برخلاف فرانک‌های قدیمی‌تر که گروه‌های مختلط از ادیان مختلف بودند.
با گذشت زمان، این کلمه به‌طور کلی تر مورد استفاده قرار گرفت. در سده دوازدهم، اصطلاح فرانک با تمام اروپاییان غربی (از جمله فرانسوی‌ها، ایتالیایی‌ها و فلاندری‌ها) در جهان اسلام مرتبط شد. اصطلاح فارسی فرنگستان توسط ایرانیان، سایر مسلمانان و مردمان جنوب و جنوب شرقی آسیا مورد استفاده قرار می‌گرفت. بازرگانان مسلمان همه تاجران اروپایی را فرنگ می‌نامیدند و این واژه نیز به عنوان یک اصطلاح وارد بسیاری از زبان‌های جنوب و جنوب شرق آسیا شد.

## نام
واژه فرنگ از واژه فارسی فرنگ یا فرنگی به فرانک‌ها، قبیله اصلی ژرمن حاکم بر اروپای غربی، اشاره دارد. فرنگستان اصطلاحی بود که به ویژه مسلمانان و ایرانیان در قرون وسطی و دوره‌های بعد برای اشاره به اروپای غربی یا لاتین استفاده می‌کردند. به گفته رشید الدین فضل‌الله همدانی، واژه عربی افرنج از فرنگ فارسی گرفته شده‌است. این امر بعید به نظر می‌رسد، با توجه به اینکه «الفرنج» یا «افرنج» عربی از قرن نهم در آثار جاحظ و یعقوبی گواهی شده‌است که یک قرن قبل از آن است که «فرنگ» برای نخستین بار در یک کتاب جغرافیایی فارسی در اواخر سده دهم استفاده شده که نشان می‌دهد «فرنگ» فارسی وام‌واژه‌ای از زبان عربی است. در قرن یازدهم، متون عربی به‌طور فزاینده‌ای از اصطلاح «فرنسا» یا «الفرنسیه» استفاده می‌کردند که قبلاً در آثار سعید اندلسی در اواسط قرن یازدهم گواهی شده بود.
در زبان‌های اتیوپی و اریتره، faranj یا ferenj در بیشتر زمینه‌ها هنوز به معنای خارجی دور است (به‌طور کلی برای توصیف اروپایی‌ها یا اروپایی‌تباران / سفیدپوستان استفاده می‌شود). در زمینه‌های خاصی در جوامع دور از وطن اتیوپیایی و اریتره‌ای، اصطلاح faranj یا ferenj یک معنای دیگری که شباهت زیادی به اصطلاح مردم غربی یا غرب‌زده دارد، به خود گرفته‌است. این واژه گرچه هنوز هم بیشتر برای اروپایی‌تباران/سفیدپوستان صدق می‌کند، اما می‌توان آن را برای آمریکایی‌های آفریقایی‌تبار و دیگر مردمان رنگین‌پوست غرب زده به کار برد. در زمان امپراتوری مغول مسلمان، زمانی که اروپایی‌ها به جنوب آسیا رسیدند، کلمه فارسی فرنگ برای اشاره به خارجیان اروپایی‌تبار استفاده می‌شد. این کلمات همچنین به زبان‌های محلی مانند هندی به‌عنوان فرنگی (دواناگاری: फिरंगी) و بنگالی به‌عنوان فرینگی (ফিরিঙ্গি) وارد شده‌اند. این کلمه در مالایالام پارانکی (പറങ്കി)، در تامیل پارانگیار تلفظ می‌شد که به خمر به صورت برنگ و مالایی به صورت ferenggi وارد شد. این اصطلاح به عنوان فولانجی (佛郎機) در چین گسترش یافت، که برای اشاره به پرتغالی‌ها و اسلحه‌های گردان آن‌ها که برای اولین بار به چین رسیدند، استفاده می‌شد.

## در ایران
نخستین کاربرد فرنگ در زبان فارسی به یک کتاب جغرافیایی مربوط به سده دهم میلادی بازمی‌گردد. از آن دوران این واژه به کرات به معنای اهالی اروپای غربی یا لاتین و به ویژه امپراتوری فرانک به کار گرفته می‌شود. فرنگ در تضاد با نام «روم» بود که ایرانیان و سایر مسلمانان برای همسایگان قدیمی مسیحی شرقی خود، مسیحیان ارتدکس یونانی ساکن امپراتوری بیزانس (روم شرقی)، استفاده می‌کردند.
از آنجایی که فرانک‌ها (فرانسوی‌ها) بخش قابل توجهی از نیروی جنگ صلیبی اول را تشکیل دادند و فرانسوی باستان به زبان غالب در ایالت‌های صلیبی قرن دوازدهم (به ویژه شاهزاده‌نشین انطاکیه) تبدیل شد، اصطلاح فرانک می‌توانست به معنای هر مسیحی اروپای غربی (لاتین) (اعم از فرانک، ساکسون، فلاندری و غیره) باشد. فرنگستان در واقع یک منطقه کاملاً مشخص نبود و به هر سرزمین پیرو مسیحیت غربی در اروپا گفته می‌شد.

این واژه از سوی سعدی شیرازی هم به کار رفته‌است که در احوال سفرهای خود در شام می‌گوید مدتی را به اسارت سربازان  فرنگی در جنگ‌های صلیبی درآمده است:
از صحبت یاران دمشقم ملالتی پدید آمده بود سر در بیابان قدس نهادم و با حیوانات انس گرفتم تا وقتی که اسیر فرنگ شدم و در خندق طرابلس با جهودانم به کار گل بداشتند …
در ایران فرنگ و فرنگستان تا پایان سلسله قاجار همچنان مورد استفاده قرار می‌گرفت، چنان‌که در مکاتبات مختلف و اسناد اداری آن عصر برای اشاره به کشورهای اروپایی مشاهده شده‌است. این واژه از دوران پهلوی به علت آشنایی بیشتر ایرانیان با کشورهای اروپایی به تدریج از دایرهٔ کلمات خارج شده‌است. هنوز هم سایر مشتقات آن مانند فرنگستان (اسم)، فرنگی (صفت) و واژه‌های مرکب مانند فرنگی‌مآب در فارسی نو با بسامد کمتر و بدون بار منفی به کار می‌روند.
امروزه در فارسی همچنان خوراکی‌ها و سایر مواردی که ریشه در غرب دارند، فرنگی نامیده می‌شوند. از این موارد می‌توان به توت فرنگی (توت خارجی)، نخود فرنگی (نخود خارجی)، گوجه فرنگی (گوجه خارجی)، تره فرنگی (تره خارجی)، انگور فرنگی (انگور خارجی)، رشته فرنگی (رشته خارجی)، کنگر فرنگی (کنگر خارجی)، کشتی فرنگی (کشتی خارجی)، توالت فرنگی (توالت خارجی) و شهر فرنگ اشاره کرد.

## استفاده‌های دیگر

### جنوب آسیا
در بنگلادش و بنگال غربی، معنای امروزی فرینگی (ফিরিঙ্গি) به انگلیسی-بنگالی‌ها یا بنگالی‌ها با اصل و نسب اروپایی اشاره دارد. بیشتر فیرینگی‌ها مسیحی بنگالی هستند. نوادگان فیرینگی‌هایی که با زنان محلی بنگالی ازدواج کرده‌اند، ممکن است به‌عنوان کالو فیرینگی‌ها (فرینگی‌های سیاه) یا ماتیو فیرینگی (فرینگی‌های هم‌رنگ زمین) نیز شناخته شوند. پس از استقرار پرتغالی‌ها در چیتاگونگ، قلعه و پایگاه دریایی پرتغالی‌ها به نام فیرینگی بندر یا بندر خارجی‌ها شناخته شد. همچنین مکان‌هایی به نام فیرینگی بازار در بخش‌های قدیمی داکا و چیتاگونگ وجود دارد. نوادگان این تاجران پرتغالی در چیتاگونگ همچنان به عنوان فیرینگی شناخته می‌شوند. فیلم زندگی‌نامه‌ای هندی آنتونی فیرینگی که در اواسط قرن بیستم بسیار محبوب بود، بر اساس زندگی آنتونی فیرینگی - یک خواننده محلی بنگالی با تبار پرتغالی- ساخته شد. رودخانه ای نیز در سونداربان به نام رود فیرینگی وجود دارد.
فرنجی در مالدیو برای اشاره به خارجیان اروپایی به ویژه فرانسوی‌ها استفاده می‌شد. تا همین اواخر، مسیری در ساحل شمالی ماله، فرنجی کالو گلهی نام داشت.

### جنوب شرقی آسیا
فرهنگ لغت مؤسسه سلطنتی ۲۰۱۱، فرهنگ لغات رسمی تایلندی، این کلمه را به عنوان "یک فرد از نژاد سفید " تعریف می‌کند. این اصطلاح همچنین با اصطلاحات روزمره به معنای "از/وابسته به نژاد سفید" در ارتباط است. واژگانی مانند man farang (تایلندی: มันฝรั่ง " یم فرنگی ") به معنی سیب زمینی، نو مای فرنگ (تایلندی: หน่อไม้ฝรั่ง جوانه فرنگی) به معنی مارچوبه و آچان فرنگ (تایلندی: อาจารย์ฝรั่ง "استاد فرنگی ") که نام مستعار شخصیت تأثیرگذاری در تاریخ هنر تایلند به نام سیلپا بهیراسری است، از این دسته‌اند.
ادموند رابرتز، فرستاده ایالات متحده در سال ۱۸۳۳، این اصطلاح را به عنوان " فرانک (یا اروپایی)" تعریف کرد. تالندی‌ها به همین ترتیب سیاه‌پوستان را سد فرنگ (تایلندی: ฝรั่งดำ ; «فرنگ سیاه») می‌نامند تا آن‌ها را از سفیدها متمایز کند. این معنا در طول جنگ ویتنام که ارتش ایالات متحده پایگاه‌هایی را در تایلند داشت، ایجاد شد و هنوز هم در بانکوک امروزی کاربرد دارد.
فرنگ همچنین کلمه تایلندی برای میوه گواوا است که بیش از ۴۰۰ سال پیش توسط بازرگانان پرتغالی معرفی شد.
فرنگ خی نوک (تایلندی: ฝรั่งขี้นก)، که در زبان لائو نیز استفاده می‌شود، واژه عامیانه‌ای است که معمولاً به عنوان توهین به افراد نژاد سفید، معادل وایت ترش در انگلیسی، استفاده می‌شود، زیرا خی به معنای مدفوع و نوک به معنای پرنده است که به رنگ سفید مدفوع پرندگان اشاره دارد.
در تایلند انواع غذاها و محصولاتی که توسط اروپایی‌ها معرفی شده‌اند نیز اغلب انواع فرنگ نامیده می‌شوند. از این رو، سیب زمینی من فرنگ (تایلندی: มันฝรั่ง) است، در حالی که من (تایلندی: มัน) به تنهایی می‌تواند هر تجه‌ای باشد. گشنیز مکزیکی فاک چی فرنگ (تایلندی: ผักชีฝรั่ง، به معنای گشنیز فرنگ) نامیده می‌شود و آدامس ماک فرنگ (تایلندی: หมากฝรั่ง) است. ماک (تایلندی: หมาก) به معنای پوپل است. جویدن ماک همراه با برگ فلفل بتل (بایفلو) یک رسم تایلندی است.

## بیشتر خواندن
- Corness, Dr Iain (2009). Farang. Dunboyne: Maverick House Publishers. ISBN 978-1-905379-42-2.
- Marcinkowski, Dr Christoph (2005). From Isfahan to Ayutthaya: Contacts between Iran and Siam in the 17th Century. With a foreword by Professor Ehsan Yarshater, Columbia University, New York. Singapore: Pustaka Nasional. ISBN 9971-77-491-7.
- Kitiarsa, P. (2011). An ambiguous intimacy: Farang as Siamese occidentalism. In R. V. Harrison & P. A. Jackson (Eds.), The ambiguous allure of the West: Traces of the colonial in Thailand (pp. 57–74). Hong Kong Univ. Press; Silkworm Books.